# Weligama
Weligama är en ort i Sri Lanka.   Den ligger i provinsen Southern Province, i den södra delen av landet, 120 km sydost om huvudstaden Colombo. Weligama ligger 8 meter över havet och antalet invånare är 22 179.
Terrängen runt Weligama är platt. Havet är nära Weligama söderut.  Närmaste större samhälle är Matara, 12,0 km öster om Weligama. Omgivningarna runt Weligama är en mosaik av jordbruksmark och naturlig växtlighet.